# Irina Viner
Irina Aleksandrovna Víner-Usmanova (em russo: Ири́на Алекса́ндровна Ви́нер-Усма́нова; nascida o 30 de julho de 1948 em Samarcanda, RSS Uzbeque) é uma ex ginasta, empresária e treinadora russa. Desde 2008, é a presidenta da Federação Russa de Ginástica Rítmica e vice-presidenta do Comitê Técnico de Ginástica Rítmica da Federação Internacional de Ginástica (FIG). 
Em 2001, foi galardoada com a Medalha de Honra da Federação de Rússia. Em 2006, converteu-se em ganhadora do prêmio público de Rússia "Grandeza Nacional" e em 2013 recebeu a Ordem da Amizade. Faz parte do Conselho Superior do partido governamental Rússia Unida.

## Vida pessoal
Viner nasceu em Samarcanda, República Socialista Soviética Uzbeque, União Soviética. Seu pai, Alexander, era um pintor que foi homenageado como Artista do Povo do Uzbequistão; sua mãe, Zoya, era médica. Víner é judía, mas mesmo que tem manifestado seu interesse na  Cabala, não se considera observante.
Está casada com o empresário e magnata uzbeco Alisher Usmanov, quem construiu uma arena desportiva localizada na cidade de Moscou, no terreno do Complexo Olímpico Luzhniki, que leva o nome de sua esposa: Palácio de Ginásia Irina Viner-Usmanova. Viner tem um filho de um casal anterior, Anton, quem nasceu em 1973 e depois foi adoptado por Usmanov.

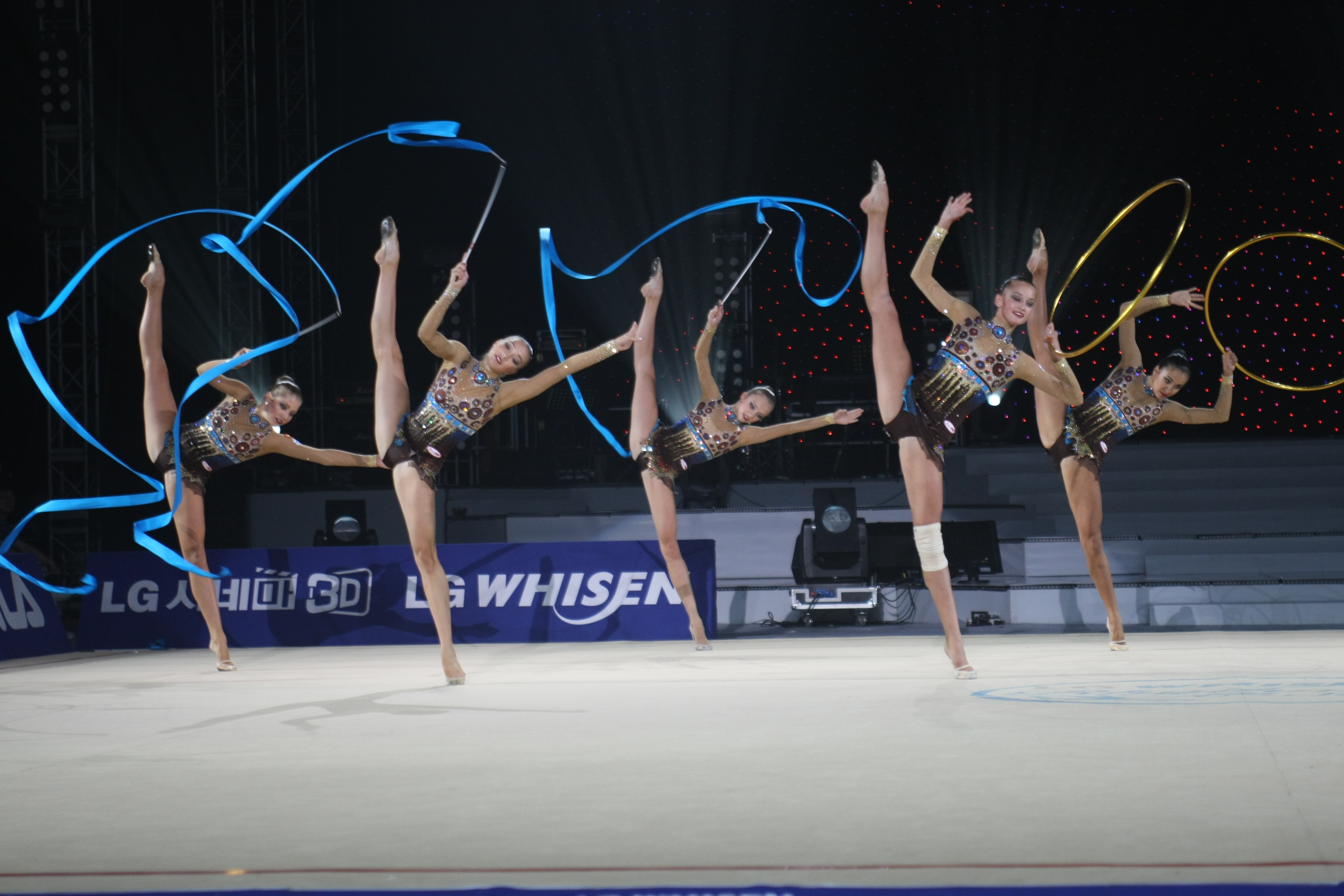
A seleção nacional da Rússia, treinada por Víner, ganhadora do ouro nos Jogos Olímpicos de Verão de 2012.

## Carreira
Quando era menina, Viner queria estudar balé, mas ficou desanimada, pelo que se dedicou à ginástica desde os 11 anos.  Viner foi três vezes campeã da RSS Uzbeque e se formou em Instrução Física no Instituto Estatal de Cultura Física do Uzbequistão. Desde a década de 1960, Víner trabalha como treinadora de ginástica artística, treinando a seleção nacional de Uzbequistão. Uma de suas primeiras alunas foi a ginasta de origem quirguiz Venera Zaripova, quem se tornou numa ginasta de sucesso na década de 1980. Dantes dos Jogos Olímpicos de Verão de 1992, se estabeleceu em Grã-Bretanha, onde treinou à equipa da selecção nacional do Reino Unido. Após que a equipa inglesa não conseguisse classificar para os Jogos, viajou a Rússia, onde se converteu treinadora no Centro de Ginástica do Distrito de Novogorsk, baseado em Khimki.
Desde 1992, Irina Viner tem sido a treinadora em chefe do Centro de Treinamento Olímpico de Rússia; se converteu na Treinadora em Chefe da Selecção Nacional de Rússia em 2001, e a Presidenta da Federação Russa de Ginástica Rítmica em 2008.. Víner converteu-se na treinadora pessoal de uma linha de ginastas de sucesso, a maioria delas russas, e algumas provenientes de outros países que integraram a União Soviética, às quais deu formação e que posteriormente revindicaram seu mérito na obtenção de suas medalhas:
- Yevgeniya Kanayeva (n. 1990, Sibéria) (2 ouros olímpicos, 17 ouros em Mundiais, 13 ouros em Europeus, 4 ouros em Jogos do Mundo e múltiplos reconhecimentos).[8]
- Alina Kabaeva (n. 1983, Uzbequistão) (1 ouro e 1 bronze olímpico, 10 ouros em Mundiais, 15 ouros em Europeus, 5 ouros em Copas do Mundo)
- Margarita Mamun (n. 1995, Moscou) (1 ouro olímpico, 7 ouros em Mundiais, 4 ouros em Europeus, 4 ouros em Jogos Universitários)
- Yulia Barsukova (n. 1978, Moscou) (1 ouro olímpico, 1 ouro em Mundiais, 3 ouros em Europeus, 1 ouro em Copas do Mundo)
- Yana Kudryavtseva (n. 1997, Moscou)(1 prata olímpica, 13 ouros em Mundiais, 8 ouros em Europeus)
- Irina Tchachina (n. 1982, Sibéria) (1 prata olímpica, 3 ouros em Mundiais, 6 ouros em Europeus, 4 ouros em Jogos do Mundo, 2 ouros em Copas do Mundo)
- Yanina Batyrchina (n. 1979, Uzbequistão) (1 prata olímpica, 5 ouros em Mundiais, 5 ouros em Europeus)
- Daria Dmitrieva (n. 1993, Sibéria) (1 prata olímpica, 4 ouros em Mundiais, 1 ouro em Europeus, 1 ouro em Jogos Universitários)
- Olga Kapranova (n. 1987, Moscou) (10 ouros em Mundiais, 5 ouros em Europeus, 2 ouros em Jogos do Mundo)
- Oksana Kóstina (n. 1993 – m. 1993, Sibéria) (7 ouros em Mundiais, 4 ouros em Europeus)
- Daria Kondakova (n. 1991, Moscou) (4 ouros em Mundiais, 3 ouros em Europeus)
- Lado Sessina (n. 1986, Ecaterimburgo) (5 ouros em Mundiais, 5 ouros em Europeus)
- Natalia Lipkovskaya (n. 1979, Moscou) (3 ouros em Mundiais, 1 ouro em Europeus)
- Aleksandra Merkúlova (n. 1995, Sibéria) (1 ouro em Mundiais, 3 ouros em Europeus, 1 ouro em Copas do Mundo, 1 ouro em Jogos Universitários)
- Daria Svaktovkskaya (n. 1996, Moscou) (3 ouros em Europeus)
- Aleksandra Yermakova (n. 1992, Moscou) (1 ouro em Europeus)
- Venera Zaripova (n. 1966, Quirguistão) (sua primeira aluna, múltipla campeã em campeonatos nacionais realizados na URSS)
- Arina Averina (n. 1998, Zavolzhie) (4 ouros mundiais, 7 ouros em Europeus)
- Dina Averina (n.1998, Zavolzhie) ( 13 ouros mundiais, 6 ouros em Europeus, 3 ouros em European Games)
- Aleksandra Soldatova (n.1998, Sterlitamak) (4 ouros mundiais, 3 ouros em Europeus)
- Ekaterina Selezneva (n. 1995, Pushkino) (2 ouros mundiais, 5 ouros em Jogos Universitários)

Ademais, Viner tem sido a treinadora pessoal do conjunto da selecção nacional russa, na temporada de 2010-2012, quem ganharam a medalha olímpica de ouro nos Jogos Olímpicos de 2012: Ksenia Dudkina, Uliana Donskova, Anastasia Bliznyuk, Alina Makarenko, Anastasia Nazarenko e Karolina Sevastyánova. 
Viner conta com várias directrizes (treinadoras) baixo sua disposição, algumas delas são ex discípulas suas, quem têm dado formação à grande maioria de suas gimnastas:
- Kanaeva, Titova e Tchachina foram treinadas por Vera Shtelbaums.
- Kondakova foi treinada e Soldatova é treinada por Anna Shumilova.
- Dmitrieva, Lipkovskaya e Kostina foram treinadas por Olga Buyanova.
- Barsukova foi treinada e as gémeas Averina (Dina e Arina) são treinadas por Vera Shatalina.
- Ermolova, Kudryavtseva e Ermakova foram treinadas por Elena Karpushenko.
- Mamun foi treinada por Amina Zaripova.
- Svatkovskaya é treinada por Oksana Skaldina.

## Reconhecimentos
Entre seus muitos reconomientos recebidos, a Federação de Comunidades Judias de Rússia outorgou-lhe o prêmio "Lenda vivente" em 2007.  Em 2015, Viner recebeu a Ordem Olímpica em reconhecimento a seus destacados lucros nos desportos mundiais, o que a converteu na primeira treinadora de ginástica em receber o prêmio. Thomas Bach, o presidente do Comité Olímpico Internacional, entregou-lhe pessoalmente o prêmio.

## Controvérsias
Viner apareceu em 2017 no filme documentário Over the Limit, o qual mostra seu treinamento de Margarita Mamun no período prévio aos Jogos Olímpicos de 2016. O filme mostra seus métodos controversos de treinamento, incluindo o abuso verbal ao que ela sujeitar Mamun, com insultos dirigidos a Mamun como "Vais morrer, cadela", "Você não é um ser humano, você é um atleta" e "Te vai à mierda com teu tremor". O documentário é comparado com os filmes I, Tonya e Black Swan devido à violência verbal mostrada por Víner.